# Sydupi
South Upi (Bayan ng South Upi) är en kommun i Filippinerna. Kommunen ligger på ön Mindanao, och tillhör provinsen Maguindanao. Folkmängden uppgår till 28 186 invånare.
South Upi är indelat i 11 barangayer.